# Santuario della Natività di Maria Vergine (Tornolo)
Il santuario della Natività di Maria Vergine è un luogo di culto cattolico dalle forme barocche situato in piazza Lusardi a Santa Maria del Taro, frazione di Tornolo, in provincia di Parma e diocesi di Piacenza-Bobbio; è sede di una parrocchia compresa nel vicariato della Val Taro e Val Ceno.

## Storia
Il luogo di culto originario, dedicato alla natività di Maria e annesso a un convento utilizzato anche come ospizio per pellegrini, fu edificato intorno all'VIII secolo da un gruppo di monaci dell'abbazia di San Colombano di Bobbio.
Prima del 1150 il tempio, dipendente dall'abbazia di Borzone, fu completamente ricostruito in ardesia.
Nel 1259 l'arcivescovo di Genova Gualtiero da Vezzano elevò il tempio a santuario intitolato alla Natività di Maria Vergine, per volere del cardinale Ottobono Fieschi, conte di Lavagna e futuro papa Adriano V.
Nel 1393 il convento e la chiesa, occupati da malviventi, furono abbandonati dai monaci. Il conte di Lavagna Tommaso Ravaschieri ottenne dal papa Bonifacio IX, su sua richiesta, l'amministrazione e l'usufrutto dei beni della chiesa e il diritto di nomina del priore per sé e per i propri discendenti per un secolo; fece quindi risistemare l'edificio e nel 1399 i frati rientrarono nel monastero.
In seguito al definitivo allontanamento dei monaci, nel 1536 la gestione del santuario passò al clero secolare per volere del vescovo di Piacenza Ambrogio Trivulzio.
Agli inizi del XIX secolo le modeste dimensioni dell'antico luogo di culto, a fronte della crescita della popolazione di Santa Maria del Taro, resero necessaria la costruzione di un nuovo tempio, i cui lavori furono avviati nel 1807 dal capomastro Giovanni Sartorio, su progetto di un architetto chiavarese; il vecchio edificio fu quindi abbattuto, mentre la chiesa barocca fu pressoché completata nel 1820, a eccezione di alcune opere che furono concluse solo nel 1834.
Tra il 1837 e il 1843 fu costruito anche il campanile, reimpiegando i materiali dell'antica chiesa medievale.
Nel 1998 fu completamente risistemato il tetto in ardesia, mentre nel 2013 furono restaurate le facciate.

## Descrizione

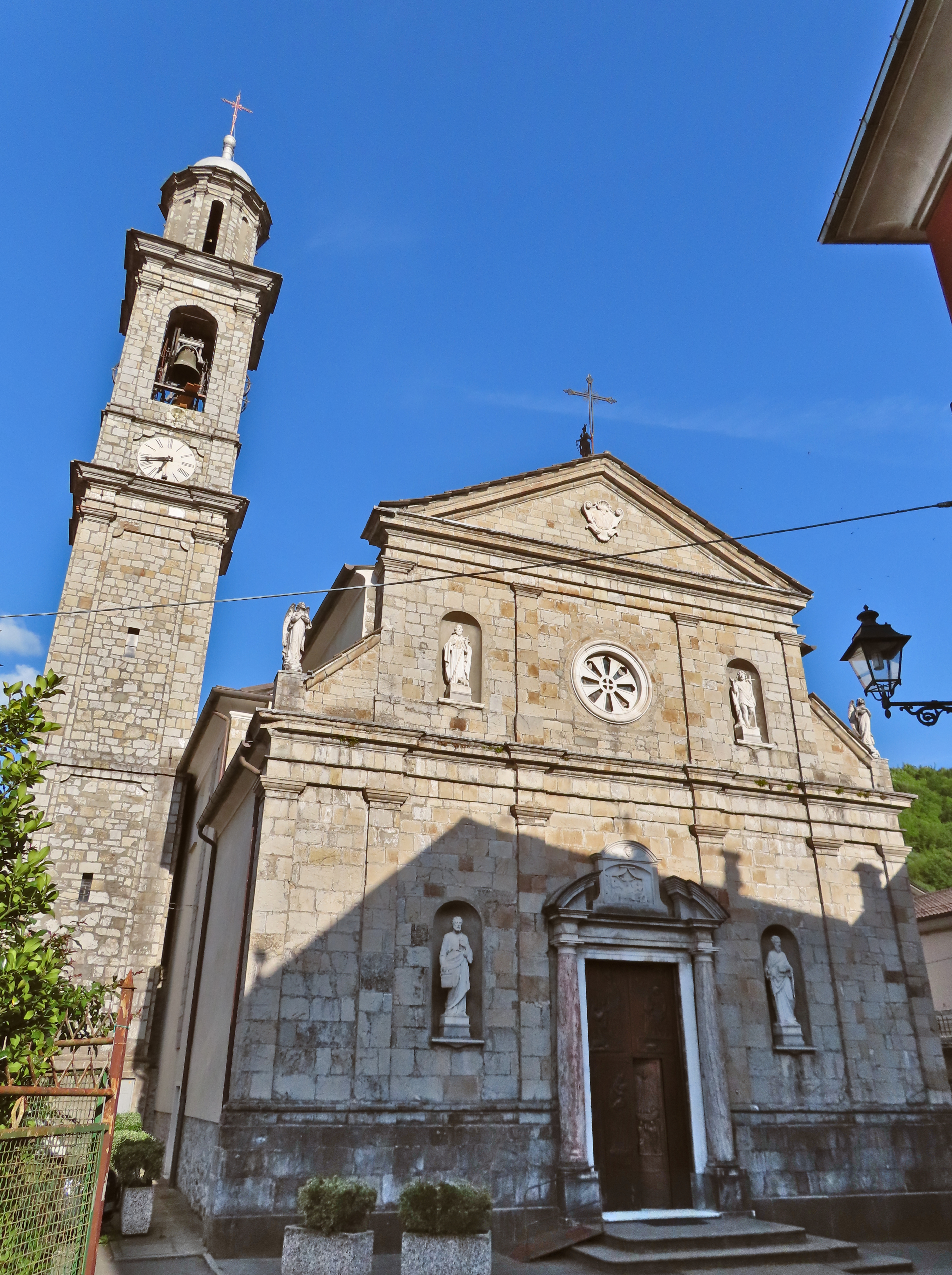
Facciata e campanile

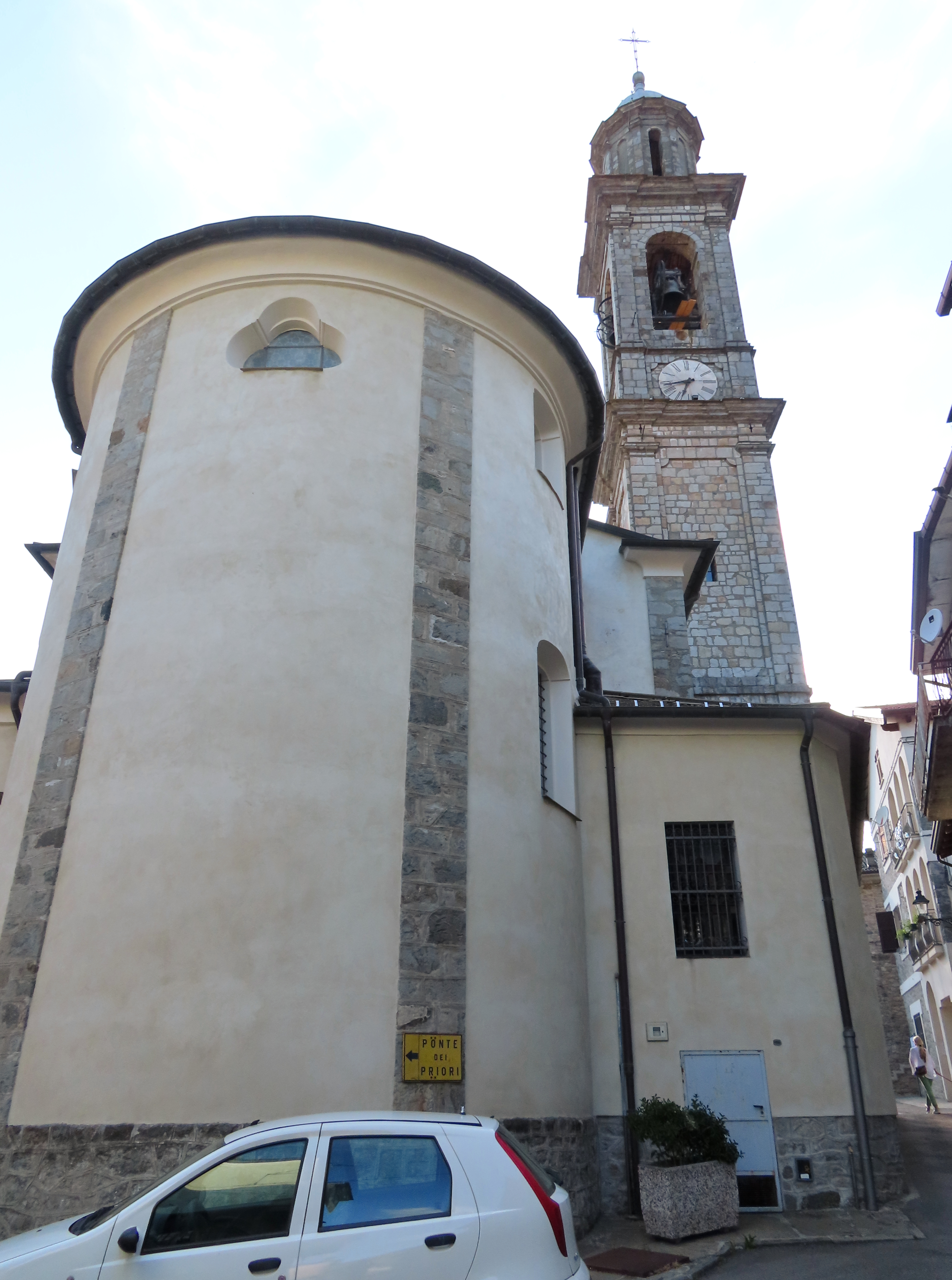
Abside e campanile

La chiesa si sviluppa su un impianto a navata unica affiancata da tre cappelle per lato, con ingresso a ovest e presbiterio absidato a est.
La simmetrica facciata a salienti, interamente rivestita in conci regolari di pietra, è preceduta da un piccolo sagrato; il prospetto è suddiviso in due parti da un cornicione in rilievo. Inferiormente si elevano sei lesene coronate da capitelli dorici; nel mezzo è collocato l'ampio portale d'ingresso delimitato da due colonne in marmo, sormontate da capitelli dorici a sostegno del frontone circolare spezzato, al cui centro si staglia un bassorilievo raffigurante la Natività di Maria; ai lati si aprono due ampie nicchie ad arco a tutto sesto, contenenti le statue in marmo di San Pietro e San Paolo. Superiormente lo spazio è scandito da quattro lesene coronate da capitelli dorici; al centro è posto un rosone delimitato da una cornice modanata in pietra, ai cui lati sono collocate due nicchie ad arco a tutto sesto contenenti le statue in marmo di San Giovanni Battista e Sant'Antonio Abate; alle estremità si ergono due statue in marmo rappresentanti degli angeli. In sommità si staglia il frontone triangolare di coronamento, con cornice modanata in aggetto, al cui centro è posto uno scudo in pietra.
I fianchi intonacati, scanditi da lesene in pietra, sono illuminati da finestre rettangolari in sommità. Sulla sinistra, in adiacenza alla sagrestia in aggetto, si erge su due ordini separati da fasce marcapiano il campanile in pietra, decorato con lesene sulle estremità; la cella campanaria, anch'essa arricchita da lesene, si affaccia sui quattro lati attraverso ampie monofore ad arco a tutto sesto; in sommità, oltre il cornicione perimetrale in aggetto, si eleva la lanterna a base ottagonale, illuminata da alte e sottili monofore ad arco a tutto sesto, scandite da lesene sugli spigoli; a coronamento si staglia la copertura a cupola in manto di rame.
Sul retro si allunga il presbiterio absidato, suddiviso verticalmente in tre parti da lesene in pietra; ai lati si trovano due finestroni rettangolari, mentre in sommità sono collocate tre aperture ad arco trilobato.

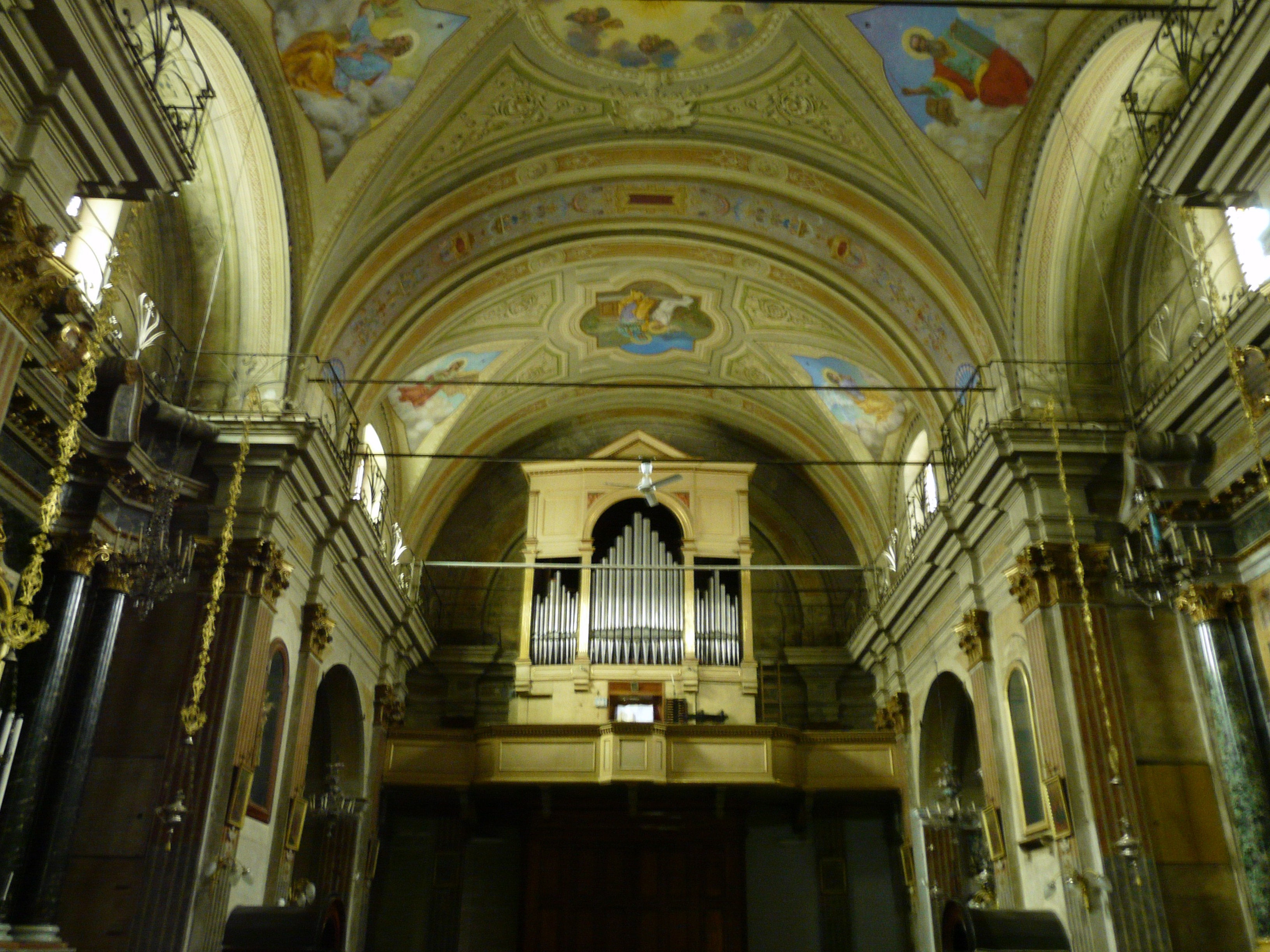
Controfacciata

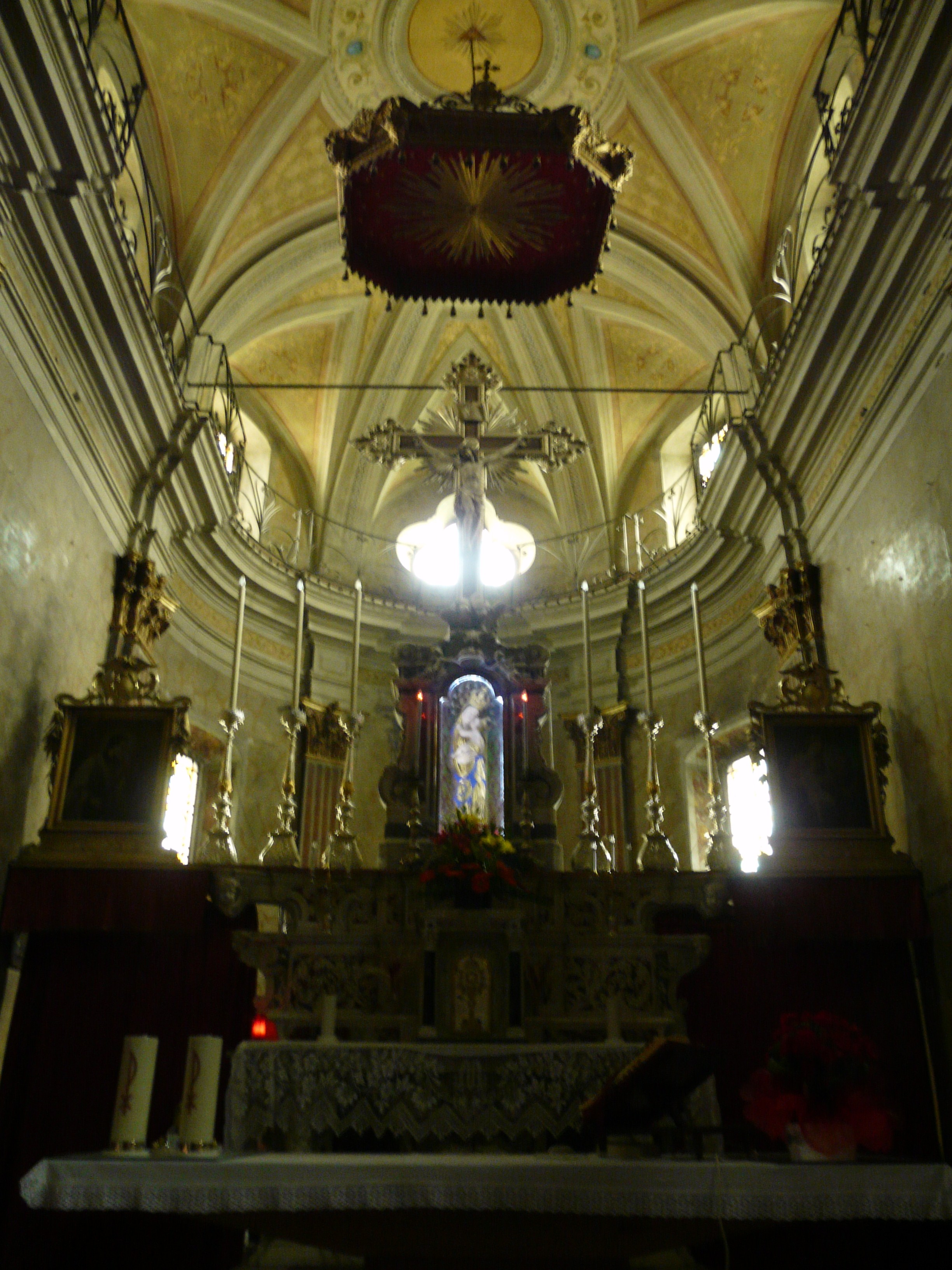
Altare

All'interno la navata è scandita in quattro campate, di cui le prime tre coperte da volte a botte lunettate e la quarta, meno profonda, da una semplice volta a botte, tutte decorate con affreschi a soggetto religioso dipinti nel 1945 da Romeo Muse; ai fianchi si eleva, scandendo le ampie arcate a tutto sesto delle cappelle laterali, una serie di lesene corinzie a sostegno del cornicione perimetrale in aggetto. In controfacciata è murata una lapide risalente al 1259, a testimonianza dell'antica consacrazione a santuario; più in alto la cantoria ospita l'organo, realizzato dalla ditta Cavalli alla fine del XIX secolo.
Il presbiterio, lievemente sopraelevato, è preceduto dall'ampio arco trionfale a tutto sesto, retto da pilastri corinzi; l'ambiente a pianta rettangolare è coperto da una volta a botte lunettata affrescata; sul fondo l'abside, chiusa superiormente dal catino con tre spicchi a vela lunettati, è tripartita da lesene corinzie. Nel mezzo si eleva l'altare maggiore barocco in marmi policromi, sormontato da un'edicola contenente la statua tardo-quattrocentesca raffigurante la Madonna col Bambino, donata secondo la tradizione dalla santa Caterina Fieschi Adorno.
Le poco profonde cappelle laterali, di cui le prime più piccole, sono coperte da volte a botte e ospitano altari con ancone barocche; quelle sulla destra sono dedicate alla Madonna di Caravaggio, a sant'Antonio da Padova e al Sacro Cuore, mentre quelle sulla sinistra a battistero, a san Rocco e a san Giuseppe.